# Dean Rusk
David Dean Rusk, född 9 februari 1909 i Lickskillet, Cherokee County, Georgia, död 20 december 1994 i Athens, Georgia, var USA:s utrikesminister 1961–1969 under presidenterna John F. Kennedy och Lyndon B. Johnson.

## Biografi
Rusk gick i skolan i Atlanta och studerade sedan vid Davidson College i North Carolina och St. John's College i Oxford i Storbritannien.
Efter att ha deltagit i andra världskriget arbetade han en kort tid i krigsdepartementet i Washington D.C. 1945 fick han en anställning i utrikesdepartementet. Samma år föreslog han att Korea skulle delas i en amerikansk och en sovjetisk inflytandesfär. 1950–1952 var han biträdande utrikesminister med ansvar för Fjärran östern-frågor, och han spelade en stor roll för USA:s beslut att ingripa i Koreakriget. Hans korrespondens med Sydkoreas ambassadör i USA, You Chan Yang, från denna tid är berömd, de s.k. Rusk documents. 1952-1960 var han ordförande för Rockefeller Foundation.
1960 utnämndes Dean Rusk till utrikesminister och han tillträdde i januari 1961. Som utrikesminister har han beskrivits som hökaktig. Han trodde på användandet av militärt ingripande för att kämpa mot kommunismen. Under Kubakrisen var han till en början för ett militärt angrepp men föredrog sedan diplomatiska metoder. Hans offentliga försvar av USA:s handlande i Vietnamkriget gjorde att han ofta blev föremål för antikrigsprotesterna. 
1969 tilldelades han Frihetsmedaljen. Han gifte sig med Virginia Foisie 1937, och de fick tre barn.

## Utmärkelser
- Rhodesstipendium,  1931[5]
- Presidentens frihetsmedalj,  1969[6]
- Legionär av Legion of Merit
- Kommendör av 1 klass av Brittiska imperieorden

[Redigera Wikidata]